# Caglioti-Reaktion
Die Caglioti-Reaktion ist eine Namensreaktion in der Organischen Chemie. Die Reaktion wurde im Jahre 1962 von dem italienischen Chemiker Luciano Caglioti entdeckt und beschreibt eine Synthese-Methode, bei der die Carbonylgruppe von Aldehyden oder Ketonen zu einer Methylengruppe, bzw. mit einem benachbarten Kohlenstoffatom zu einem Alken umgesetzt wird.

## Übersichtsreaktion
Bei der Reaktion wird eine Carbonylverbindung 1 unter Einsatz einer Hydridbase, wie beispielsweise Diboran (B2H6) oder Lithiumhydrid (LiH), zu einem Alken 3 bzw. einem Alkan 2 umgesetzt.

## Mechanismus
Der nachfolgende Reaktionsmechanismus wird in der Literatur beschrieben. Zunächst wird das Keton (R2 =  Alkyl) oder der Aldehyd (R2 =  H) 1 an das p-Toluolsulfonylhydrazid 2 addiert. Unter Wasserabspaltung entsteht über die Bildung von Zwischenstufen das p-Toluolsulfonylhydrazon 3. 
Es folgt die Deprotonierung aufgrund der NH-Acidität am Stickstoffatom und die Eliminierung der p-Toluolsulfinsäure. Anschließend kommt es nach der Abspaltung von Stickstoff zur Bildung eines Carbanions 4. Es entsteht nach der Umsetzung mit Methanol ein Alken 5.
Bei Anwesenheit einer überschüssigen Menge an Hybridbase kann das Alken 5 im Methanol-Lösungsmittelgemisch weiter zu einem Alkan 6 umgesetzt werden.